# Municipio de Alton (Dakota del Sur)
El municipio de Alton (en inglés: Alton Township) es un municipio ubicado en el condado de Brookings en el estado estadounidense de Dakota del Sur. En el año 2010 tenía una población de 228 habitantes y una densidad poblacional de 2,5 personas por km².

## Geografía
El municipio de Alton se encuentra ubicado en las coordenadas 44°19′33″N 96°35′10″O / 44.32583, -96.58611. Según la Oficina del Censo de los Estados Unidos, el municipio tiene una superficie total de 91.1 km², de la cual 91,1 km² corresponden a tierra firme y (0 %) 0 km² es agua.

## Demografía
Según el censo de 2010, había 228 personas residiendo en el municipio de Alton. La densidad de población era de 2,5 hab./km². De los 228 habitantes, el municipio de Alton estaba compuesto por el 98,25 % blancos, el 0,44 % eran afroamericanos, el 0,44 % eran asiáticos y el 0,88 % eran de una mezcla de razas. Del total de la población el 0,44 % eran hispanos o latinos de cualquier raza.